# 帕特里斯·洛泰利耶
帕特里斯·洛泰利耶（法語：Patrice Lhotellier，1966年8月8日—），法国男子击剑运动员。他曾获得2000年夏季奥运会击剑比赛男子花剑团体金牌。他也参加了1988年和1992年夏季奥运会，但并未获得奖牌。